# کوچی‌پودی، بخش کریشنا
کوچی‌پودی (به انگلیسی: Kuchipudi) یک روستا در بخش کریشنا از ایالت آندرا پرادش، هند است. این روستا همچنین با نام‌های کوچلاپورام یا کوچیلاپوری شناخته می‌شود. نام رقص کوچی‌پودی، یکی از هشت رقص اصلی از رقص‌های کلاسیک هندی، از نام این روستا گرفته شده‌است.